# Gatika
Gatika város Spanyolországban,  Bizkaia tartományban. Gatika Mungia, Loiu, Laukiz, Urduliz, Plentzia, Lemoiz és Maruri-Jatabe községekkel határos. Lakosainak száma 1633 fő (2024).

## Népesség
A település népessége az utóbbi években az alábbiak szerint változott:
| Lakosok száma | 1253 | 1340 | 1464 | 1559 | 1623 | 1615 | 1672 | 1663 | 1642 | 1633 |
|               | 2001 | 2004 | 2007 | 2009 | 2012 | 2014 | 2017 | 2019 | 2022 | 2024 |